# U-20-Fußball-Südamerikameisterschaft 2003
Die XXI. U-20-Fußball-Südamerikameisterschaft 2003 fand vom 4. Januar 2003 bis zum 28. Januar 2003 in Uruguay statt.
Ausgetragen wurden die Begegnungen zur Ermittlung des Turniersiegers in den Städten Montevideo, Maldonado und Colonia. Eventuell diente auch Paysandú als Ausweich-Spielort. Gespielt wurde in zwei Gruppen und einer anschließend ebenfalls im Gruppenmodus ausgetragenen Finalphase. Es nahmen am Turnier die Nationalmannschaften Argentiniens, Boliviens, Brasiliens, Chiles, Kolumbiens, Ecuadors, Paraguays, Perus, Uruguays und Venezuelas teil. Aus der Veranstaltung ging Argentinien als Sieger hervor. Die Plätze zwei bis vier belegten die Nationalteams aus Brasilien, Paraguay und Kolumbien. Torschützenkönig des Turniers war der Argentinier Fernando Cavenaghi mit acht erzielten Treffern.
Der Kader der von Hugo Tocalli trainierten Siegermannschaft bestand aus folgenden Spielern:
Gustavo Eberto (Boca Juniors), Gonzalo Rodríguez (San Lorenzo), Marcos Charras (ZSKA Sofia, Bulgarien), Mauricio Romero (Lanús), Javier Mascherano (River Plate), Javier Pinola (Atlético Madrid), Maxi López (River Plate), Pablo Zabaleta (San Lorenzo), Fernando Cavenaghi (River Plate), Carlos Tévez (Boca Juniors), Marcelo Carrusca (Estudiantes La Plata), Lucas Molina (Independiente), Walter García (San Lorenzo), Joel Barbosa (Boca Juniors), Fernando Belluschi (Newell’s Old Boys), Patricio Pérez (Vélez Sársfield), Emanuel Rivas (Independiente), Leonardo Pisculichi (Argentinos Juniors), Hugo Colace (Argentinos Juniors) und Jonás Gutiérrez (Vélez Sársfield).